# HD 209458 b
O HD 209458 b, também conhecido como Osíris, é um exoplaneta que orbita uma estrela semelhante ao sol, denominada HD 209458 na constelação de Pegasus, a cerca de 150 anos-luz do sistema solar. O raio da órbita do planeta é de 7 milhões de quilômetros, cerca de 0,047 unidades astronômicas, ou um oitavo do raio da órbita de Mercúrio. Este pequeno raio resulta em um ano equivalente a 3,5 dias terrestres e uma temperatura superficial estimada de cerca de 1 000 °C. Sua massa é 220 vezes maior que a da Terra (0,69 da massa de Júpiter) e seu volume é de cerca de 2,5 vezes maior que o de Júpiter. A grande massa e volume do planeta Osíris sugere que ele pertença à classe dos gigantes gasosos.
O HD 209458 b representa um marcos na pesquisa extraplanetária, pois foi o primeira planeta de muitas categorias:
- é um exoplaneta em trânsito astronômico;
- foi o primeiro planeta descoberto no qual foram usados mais de um método de detecção;
- foi o primeiro planeta extrassolar onde foi confirmada a presença de uma atmosfera;
- é um exoplaneta onde foi observada uma atmosfera de hidrogênio em evaporação;
- é um exoplaneta onde foram encontrados oxigênio e carbono em sua atmosfera;
- foi um dos dois primeiros planetas extrassolares a ser diretamente observado por espectroscopia;
- foi o primeiro gigante gasoso extrassolar a ter uma super tempestade medida;
- foi o primeiro planeta a ter sua velocidade orbital medida, determinando sua massa diretamente.[4]

Com base na aplicação de novos modelos teóricos, a partir de abril de 2007, Osíris tornou-se o primeiro exoplaneta onde foi detectado vapor d'água em sua atmosfera.
Em julho de 2014, a NASA anunciou ter detectado uma atmosfera muito seca em Osíris e em outros dois exoplanetas (HD 189733 b e WASP-12b) que orbitam estrelas semelhantes ao Sol.

## Detecção e descoberta

### Trânsito astronômico

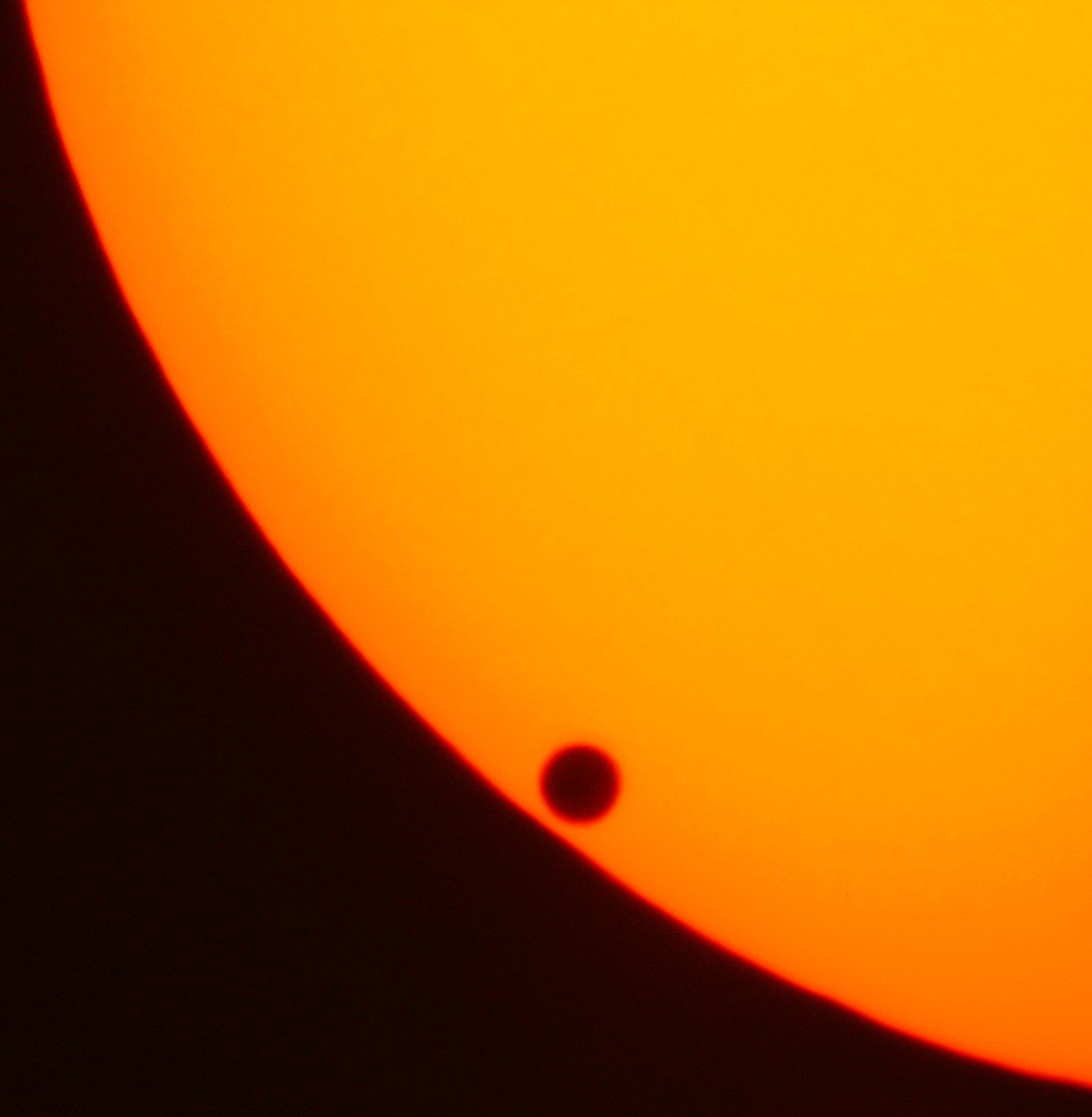
Imagem do trânsito astronômico de um planeta em torno de sua estrela-mãe.

Estudos espectroscópicos revelaram pela primeira vez a presença de um planeta em torno da estrela HD 209458 em 5 de novembro de 1999. Os astrônomos haviam feito medições fotométricas cuidadosas de várias estrelas conhecidas por serem orbitadas por planetas, na esperança de que pudessem observar uma diminuição no brilho estelar causada pelo trânsito de um planeta através da face da estrela. Isso exigiria que a órbita do planeta fosse inclinada de tal forma que passasse entre a Terra e a estrela, e anteriormente nenhum trânsito havia sido detectado.
Logo após a descoberta da técnica, equipes separadas, uma liderada por David Charbonneau, incluindo Timothy Brown e outros, e a outra por Gregory W. Henry, foram capazes de detectar a movimentação de um planeta através da superfície da estrela, tornando este o primeiro objeto extrassolar em trânsito já descoberto. Em 9 e 16 de setembro de 1999, a equipe de Charbonneau mediu uma queda de 1,7% no brilho da HD 209458, que foi atribuído à passagem de um planeta através da face da estrela. Em 8 de novembro, a equipe de Henry observou um trânsito parcial, inicialmente inseguro de seus resultados, o grupo de Henry decidiu apressar seus resultados para publicação depois de escutar rumores de que Charbonneau tinha visto com sucesso todo um trânsito em setembro. Os artigos de ambas as equipes foram publicados simultaneamente na mesma edição do Astrophysical Journal. Cada trânsito durava cerca de três horas, durante as quais o planeta cobre cerca de 1,5% da face da estrela.
A estrela foi observada muitas vezes pelo satélite Hipparcos, o que permitiu aos astrônomos calcular o período orbital do planeta HD 209458 b com precisão, cerca de 3,524736 dias.

### Espectroscopia
Análises espectroscópicas mostraram que o planeta Osíris tinha uma massa de cerca de 0,69 vezes a massa de Júpiter. A ocorrência do trânsito astronômico permitiu que os astrônomos calculassem o raio do planeta, o que não era possível para nenhum exoplaneta conhecido anteriormente, e descobriu-se que ele tinha um raio cerca de 35% maior que o de Júpiter.

### Detecção direta
Em 22 de março de 2005, a NASA divulgou notícias de que a luz infravermelha do planeta havia sido medida pelo Telescópio Espacial Spitzer, foi a primeira detecção direta de luz de um planeta extrassolar. Essa medição foi feita subtraindo a luz constante da estrela-mãe e notando a diferença à medida que o planeta passava na frente da estrela e era eclipsado atrás dela, fornecendo uma medida da luz do próprio planeta. Novas medições desta observação determinaram a temperatura do planeta em pelo menos 750 °C. A órbita circular de HD 209458 b também foi confirmada.

### Observação espectral
Em 21 de fevereiro de 2007, a NASA e a Nature divulgaram notícias de que o HD 209458 b foi um dos dois primeiros planetas extra-solares a ter seus espectros observados diretamente, sendo o outro o planeta HD 189733 b. Um grupo de investigadores liderados por Jeremy Richardson, do Goddard Space Flight Center da NASA, mediu espectralmente a atmosfera de HD 209458 b na faixa de 7,5 a 13,2 micrômetros. Os resultados desafiaram as expectativas teóricas de várias maneiras. Previa-se que o espectro tivesse um pico a 10 micrômetros, o que teria indicado vapor d'água na atmosfera, mas esse pico estava ausente, indicando que não havia vapor d'água detectável. Outro pico imprevisível foi observado em 9,65 micrômetros, que os pesquisadores atribuíram às nuvens de poeira de silicato, um fenômeno nunca observado anteriormente. Outro pico imprevisível ocorreu em 7,78 micrômetros, para o qual os pesquisadores não tiveram uma explicação.
Em 23 de junho de 2010, os astrônomos anunciaram que mediram uma super tempestade (com ventos de até 7 000 km/h) pela primeira vez na atmosfera da HD 209458 b. As observações de altíssima precisão feitas pelo Very Large Telescope da ESO e seu poderoso espectrógrafo CRIRES de gás monóxido de carbono mostram que o vento está fluindo a uma enorme velocidade do lado extremamente quente do dia para o lado noturno mais frio do planeta. As observações também permitiram medir a velocidade orbital do próprio exoplaneta, fornecendo uma determinação direta de sua massa.

## Características físicas

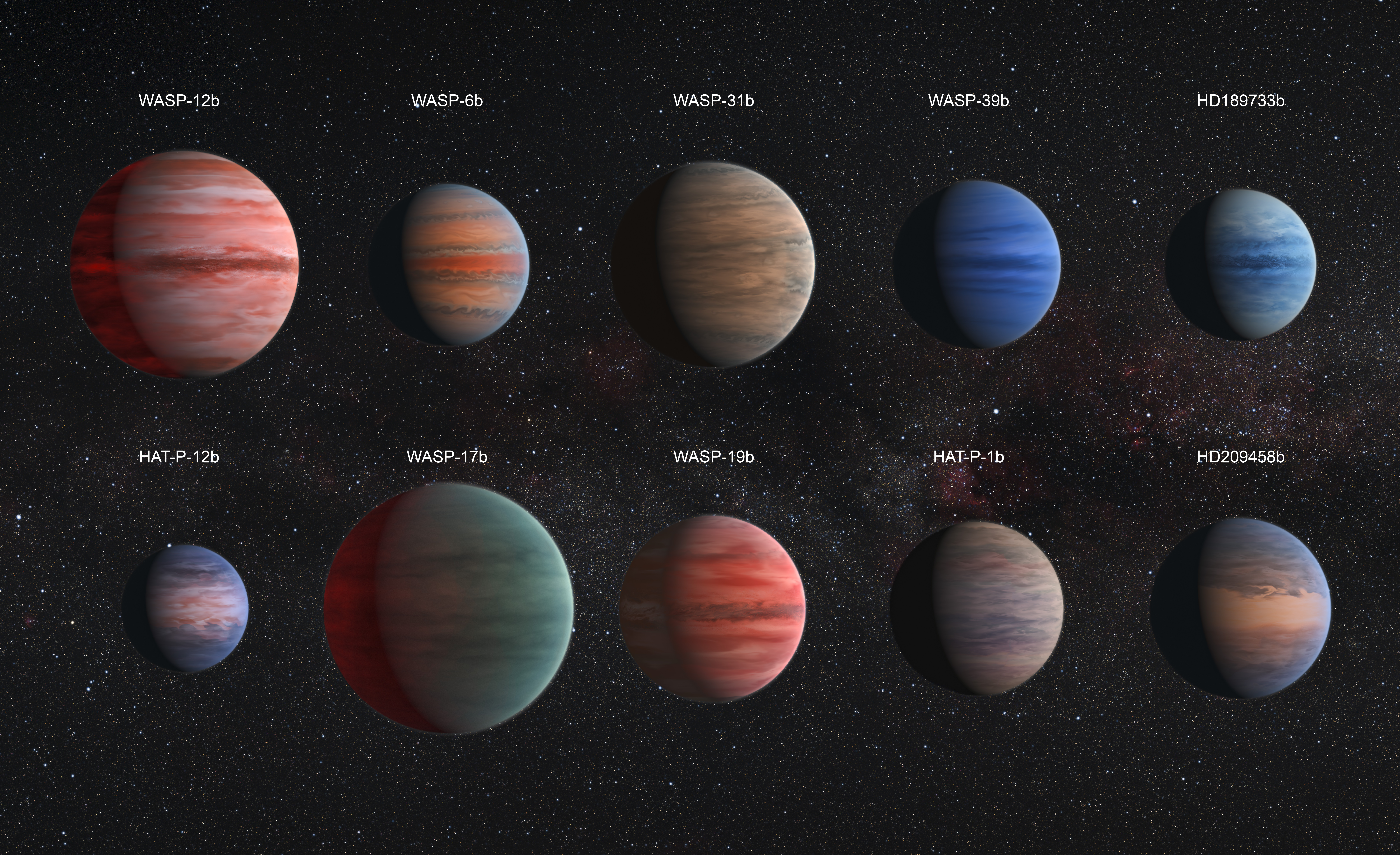
Comparação de tamanho entre os Júpiteres quentes mais conhecidos.

Anteriormente, havia a hipótese de que os Júpiteres quentes, particularmente próximos de sua estrela-mãe, deveriam exibir um tipo de clarificação, devido ao intenso aquecimento de sua atmosfera externa. O aquecimento das marés devido à excentricidade de sua órbita, que pode ter sido mais excêntrica na formação, também pode ter desempenhado um papel nos últimos bilhões de anos.

### Estratosfera e nuvens superiores
A atmosfera está a uma pressão de 1 bar a uma altitude de 1,29 raios de Júpiter acima do centro do planeta. Onde a pressão é de 33 ± 5 milibares, a atmosfera é clara (provavelmente feita de hidrogênio) e sua dispersão de Rayleigh é detectável. A essa pressão a temperatura está em torno 2200 ± 260 K.
Observações feitas pelo telescópio espacial MOST inicialmente limitaram o albedo (ou refletividade) do planeta para níveis abaixo de 0,3, tornando-o um objeto surpreendentemente escuro (o albedo geométrico já foi medido como sendo 0,038 ± 0,045). Em comparação, Júpiter tem um albedo muito maior, de cerca de 0,52. Isto sugeriria que o conjunto de nuvens superiores de HD 209458 b seja feito de materiais menos refletivos do que os de Júpiter, ou então não tenha nuvens e a dispersão Rayleigh espalhe a radiação como ocorre nos oceanos da Terra. Modelos desde então mostraram que entre o topo de sua atmosfera e o gás quente de alta pressão ao redor do manto, existe uma estratosfera de gás mais frio. Isso implica uma camada externa de nuvens escuras, opacas e quentes. Geralmente pensa-se que consistem de óxidos de vanádio e titânio como ocorre em estrelas anãs vermelhas, mas outros compostos como as tolinas não podem ser descartados ainda. Um estudo de 2016 indica que a cobertura de nuvens de alta altitude é irregular, com cerca de 57% de cobertura. O hidrogênio aquecido na dispersão de Rayleigh repousa no topo da estratosfera, e a porção absortiva do deck de nuvens flutua acima dele a 25 millibares.

### Exosfera

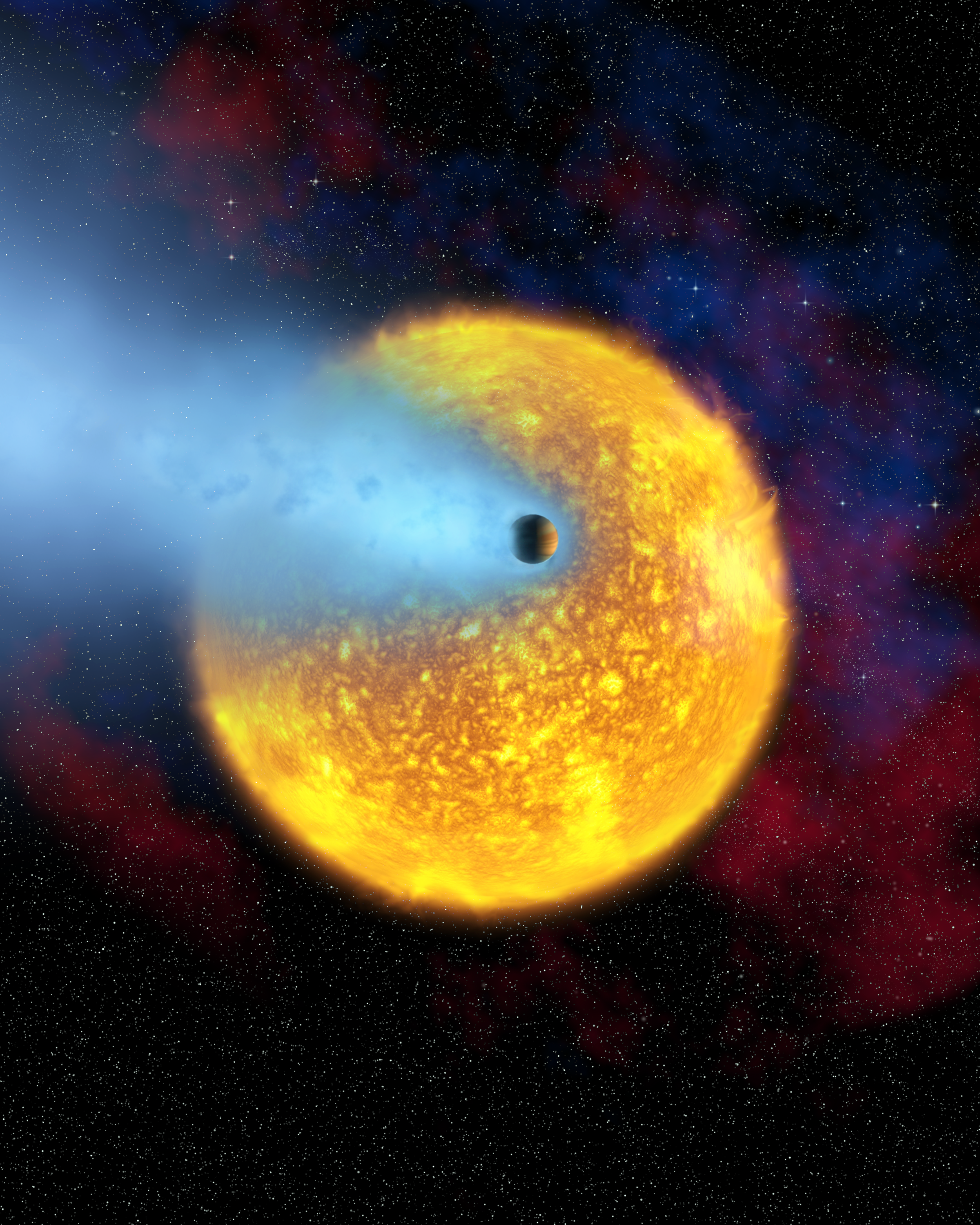
Ilustração da perda atmosférica de HD 209458 b ocasionada pelo arrastro hidrodinâmico.

Em 27 de novembro de 2001, o Telescópio Espacial Hubble detectou sódio, na primeira atmosfera planetária fora do Sistema Solar a ser medida. Essa detecção foi prevista por Sara Seager no final de 2001. O núcleo da linha de sódio vai de pressões de 50 milibares a 1 microbar. Isso acaba sendo cerca de um terço da quantidade de sódio presente no HD 189733 b.
Em 2003-4, astrônomos usaram o Espectrógrafo de imagens do Telescópio Espacial Hubble para descobrir um enorme envelope elipsoidal de hidrogênio, carbono e oxigênio ao redor do planeta que chega a temperaturas de cerca de 10 000 K. A exosfera de hidrogênio se estende a uma distância RH=3.1 RJ, muito maior que o raio planetário de 1,32 RJ. A essa temperatura e distância, a distribuição das velocidades das partícula de Maxwell-Boltzmann dá origem a uma "cauda" significativa de átomos que se movem a velocidades maiores que a velocidade de escape. Estima-se que o planeta esteja a perder cerca de 100 a 500 milhões de kg de hidrogênio por segundo. As análises de luz das estrelas mostra que os átomos de carbono e oxigênio mais pesados costumam ser soprados do planeta pelo "arrasto hidrodinâmico" extremo criado por sua atmosfera de hidrogênio em evaporação. A cauda de hidrogênio que flui do planeta Osíris tem aproximadamente 200 000 quilômetros de comprimento, o que equivale aproximadamente ao seu diâmetro.
Acredita-se que esse tipo de perda de atmosfera possa ser comum a todos os planetas orbitando estrelas semelhantes ao Sol a uma distância menor do que cerca de 0,1 UA. O planeta HD 209458 b não evaporará completamente, embora possa ter perdido cerca de 7% de sua massa ao longo de sua existência estimada em 5 bilhões de anos. Pode ser possível que o campo magnético do planeta possa impedir essa perda, porque a exosfera seria ionizada pela estrela, e o campo magnético conteria os íons da perda.

### Vapor d'água na atmosfera
Em 10 de abril de 2007, Travis Barman, do Observatório Lowell, anunciou evidências de que a atmosfera do HD 209458 b continha vapor d'água. Usando uma combinação de medições previamente publicadas do Telescópio Espacial Hubble e novos modelos teóricos, Barman encontrou fortes evidências de absorção de água na atmosfera do planeta. Seu método modelava a luz da estrela passando diretamente pela atmosfera do planeta quando o planeta passava na frente da estrela. No entanto, esta hipótese ainda estava sendo investigada para confirmação.
Barman recorreu a dados e medições feitos por Heather Knutson, uma estudante da Universidade de Harvard, e do Telescópio Espacial Hubble, e aplicou novos modelos teóricos para demonstrar a probabilidade de absorção de água na atmosfera do planeta. O planeta orbita sua estrela-mãe a cada três dias e meio, e cada vez que passa em frente a sua estrela-mãe, o conteúdo atmosférico pode ser analisado examinando como a atmosfera absorve a luz que passa da estrela diretamente pela atmosfera.
De acordo com um resumo da pesquisa, a absorção atmosférica de água em um exoplaneta deste tipo o torna maior na aparência em uma parte do espectro infravermelho, em comparação com comprimentos de onda no espectro visível. Barman pegou os dados do Hubble de Knutson para o HD 209458 b, aplicado ao seu modelo teórico, e supostamente identificou a absorção de água na atmosfera do planeta.
Em 24 de abril, o astrônomo David Charbonneau, que liderou a equipe que fez as observações com o Hubble, alertou que o próprio telescópio pode ter introduzido variações que levaram o modelo teórico a sugerir a presença de água. Ele esperava que mais observações esclarecessem a questão nos meses seguintes. A partir de abril de 2007, mais investigações estavam sendo conduzidas.
Em 20 de outubro de 2009, pesquisadores do JPL anunciaram a descoberta de vapor d'água, dióxido de carbono e metano na atmosfera de Osíris.

### Campo magnético
Em 2014, um campo magnético em torno do HD 209458 b foi inferido a partir do modo como o hidrogênio estava evaporando do planeta. Foi a primeira detecção (indireta) de um campo magnético em um exoplaneta. O campo magnético é estimado em cerca de um décimo tão forte quanto o de Júpiter.